# 犬山検査場豊明検車支区
座標: 北緯35度2分20秒 東経137度0分34秒 / 北緯35.03889度 東経137.00944度
豊明検車支区（とよあけけんしゃしく）は、愛知県豊明市阿野町小島1-1にある、名古屋鉄道（名鉄）の車両基地である。従前の施設名は豊明検車区（とよあけけんしゃく）。犬山検査場に所属する検車支区の一つで名古屋本線豊明駅に隣接している。

## 概要
1999年（平成11年）開設。鳴海工場が鳴海駅周辺の高架化のため移転することになり、その機能のうち、おもに検車区の部分を引き継いで開設された（大規模な検査は舞木検査場に移管された）。
広さは8,937m2。検査ピットを2線（4両用）を有し、列車検査に対応している。最大51両を留置可能である。また8両編成用の車両洗浄装置を有する。
列車検査のほか、新車の試運転基地としての役割もある。
出入庫線は豊明駅の1、2番線から延びており、名古屋方面からの進入となる（写真参照）。豊橋方面へは直接繋がっていないが、1、2番線から一旦引き上げ線に入り、改めて3番線に入線することで向かうことが可能である。このルートで出庫して豊明駅を始発とする豊橋方面への列車が午前5時台に2本設定されている。豊田線や地下鉄鶴舞線で使用される100系電車も検査終了後はこのルートで知立駅へ行き、三河線豊田市方面に戻る。
旅客車両の配置はないが、バラスト輸送用のホッパ車ホキ80形貨車が3両配置されている。

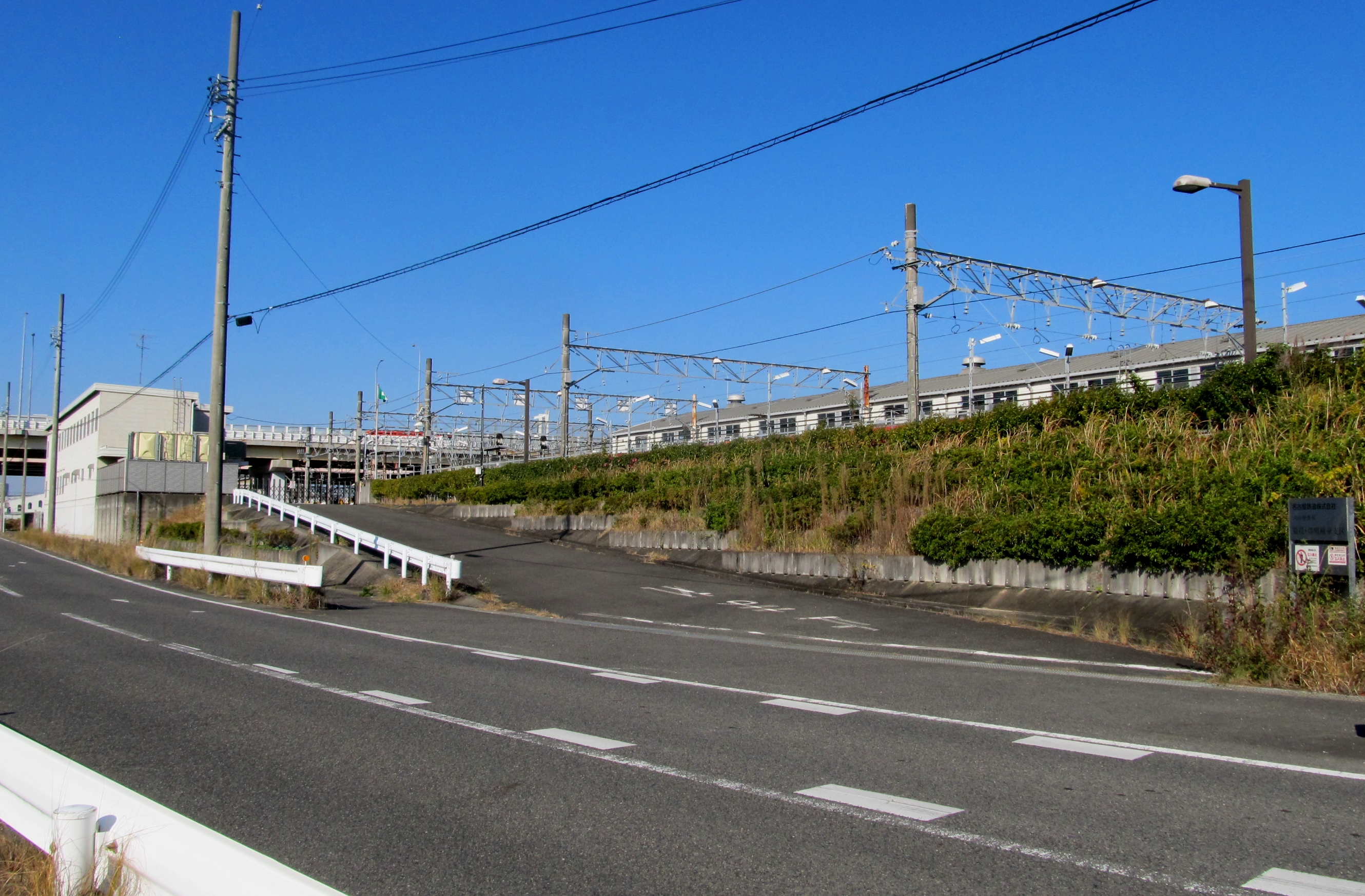
検車支区入口
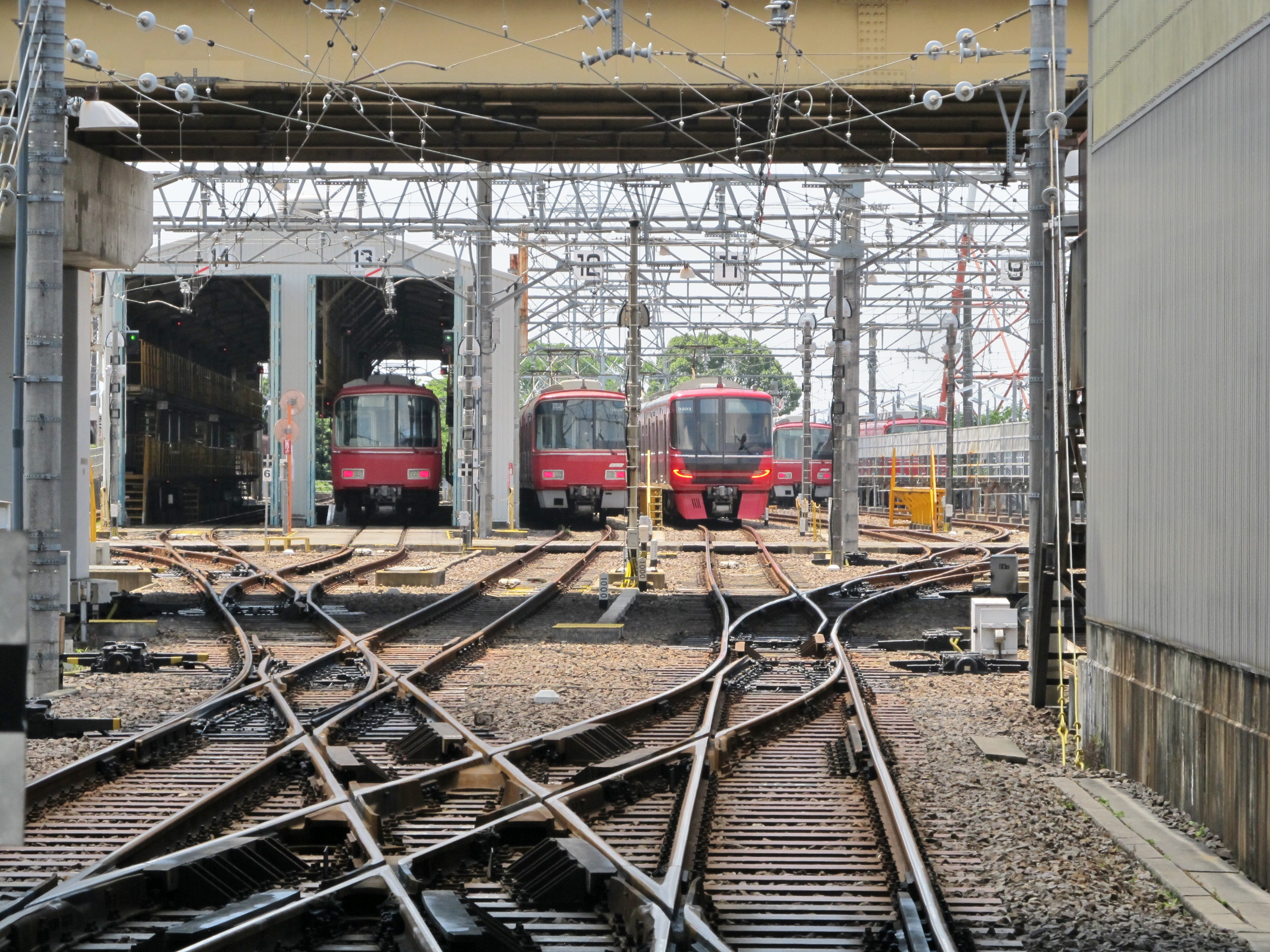
豊明駅ホームより留置線を望む

|            | 豊明検車支区配線略図 |
| 凡例 出典: |                      |